# Taha Husajn
Taha Husajn (15. listopadu 1889, Minjá - 28. října 1973, Káhira) byl egyptský spisovatel.

## Život
Narodil se v rodině cukrovarského úředníka. Po neštovicích a nepovedené operaci byl od dvou let slepý. Měl se tudíž stát profesionálním recitátorem koránu, což bylo obvyklé zaměstnání nevidomých v arabském světě. Přemluvil ale rodiče, aby mohl studovat. Nejprve na náboženské univerzitě Al-Azhar v Káhiře, ale když byla v roce 1908 v Káhiře založena první světská univerzita evropského typu, přešel na ni. Studoval filozofii, promován byl v roce 1914. Jeho rigorózní práce pojednávala o filozofovi Abu Allá ben Malaincanovi al Maarim, který byl rovněž slepý. Poté získal stipendium ve Francii. Nejprve studoval v Montpellier, později na Sorbonně. Doplňoval si vzdělání v oblasti klasických jazyků, v sociologii i historii. Na Sorbonně promoval v roce 1917. Ve Francii se také oženil. Roku 1919 se vrátil do Egypta. Stal se profesorem filozofie a historie na univerzitě v Káhiře. Velký rozruch a odpor konzervativních kruhů vyvolala jeho literárně vědná publikace O předislámské poezii. Byla zakázána a Husajn byl přeložen na ministerstvo, aby neměl vliv na mládež. Obrátil se proto k beletrii. V roce 1929 vydal román nazvaný Dny. Ten mu zajistil světovou slávu. Vrátil se pozvolna k literární vědě a v roce 1935 se mohl vrátit na univerzitu. Byl dokonce zvolen děkanem. Velký vliv měla jeho sbírka úvah Budoucnost kultury v Egyptě. V románu Volání hrdličky otevřel citlivé téma ženských práv. Následovaly další knihy jako Šeherezádiny sny (1944), Strom zla (1944) či Zubožení v zemi (1949). V roce 1950 byl zvolen ministrem školství. Funkci zastával dva roky. Později byl též zástupcem Egypta v UNESCO.

## Vyznamenání
- řetěz Řádu Nilu – Egypt, 1965
- velkokříž Řádu za zásluhy – Egypt
- velkostuha Národního řádu cedru – Libanon
- vekostuha Řádu za občanské zásluhy – Sýrie
- velkostuha Řádu republiky – Tunisko